# Titelei
Titelei (englisch front matter) ist ein Begriff aus dem Buchwesen. Mit ihm bezeichnet man die Seiten eines Buchs (genauer: eines Buchblocks), die dem eigentlichen Inhalt vorangestellt sind. Die Seite/das Blatt vor der Titelei ist das Fliegende Blatt des Vorsatzes.

## Bestandteile der Titelei
Die Titelei besteht in der Regel aus:
- der Schmutztitelseite oder Vortitel (Seite 1)
- der Frontispiz- oder Vakatseite (Seite 2)
- dem Titelblatt oder Innentitel (Seite 3)
- der Impressumseite (Seite 4)

Diese Seiten haben keine Paginierung. Danach, frühestens auf Seite 5 des Buchblocks, beginnt der eigentliche Textteil. Ergänzend können zur Titelei noch eine Widmungsseite (auf der nächsten Recto-Seite nach dem Titelblatt, also auf Seite 5), Inhaltsverzeichnisse und Seiten mit Vorworten gehören. Dem Textteil kann ein Anhang folgen, in dem Endnoten, das Literaturverzeichnis, ein oder mehrere Register, ein Glossar etc. zu finden sind.

## Titelbogen
Früher wurde bei umfangreichen Werken für alle dem Textteil vorangehenden Informationen ein eigener Druckbogen, der Titelbogen, freigehalten. Er wurde erst nach der Fertigstellung der übrigen Bogen gedruckt und mit römischen Ziffern paginiert. So konnte das Inhaltsverzeichnis, das natürlich erst am Ende gesetzt werden konnte, am Anfang des Buches angeordnet werden. Denn da die Lettern teuer waren, wurde beim Buchdruck bogenweise gesetzt, korrigiert und nach dem Druck der Satz wieder aufgelöst; nur in Ausnahmefällen blieb der Satz über den Druck hinaus erhalten („Stehsatz“).
Der Titelbogen kann zusätzlich zu den oben genannten Informationen noch Abbildungs- und Literaturverzeichnisse, längere Dedikationen, Geleitworte und Abkürzungsverzeichnisse enthalten. 
Die Tradition, die Titelei mit römischen Ziffern zu paginieren, blieb auch nach Ende des Bleisatzes erhalten, dies ist in Europa jedoch nicht mehr durchgängig üblich.